# فيونا باتن
فيونا هيذر باتن (بالإنجليزية: Fiona Patten)‏ (ولدت في 6 مايو عام 1964) أسترالية الجنسية، وهي امرأة سياسية. إنها مديرة حزب ريزون (أو المنطق أو السبب) الأسترالي ولها مقعد في المجلس التشريعي الفيكتوري (سمي فيكتوري نسبة للملكة فيكتوريا)، الذي يمثل المناطق الحضرية الشمالية.
أسست باتن حزب الجنس الأسترالي في عام 2009 للتركيز على الحرية الشخصية بعد الإحباط الشديد من الجمود على الرقابة والحرية والمساواة في الزواج (حقوق الزواج) وإصلاح قانون المخدرات. في 22 أغسطس عام 2017، أُعلن أن حزب الجنس الأسترالي سوف يغير لقبه إلى حزب ريزون (أو حزب السبب أو المنطق).
قبل دخولها السياسة، كانت المديرة التنفيذية للجمعية الوطنية لتطوير البالغين الأسترالية، جمعية إيروس. دافعت عن الحقوق الجنسية والحركات الصحية لأكثر من 20 عامًا، بالتحديد في ما يتعلق بفيروس نقص المناعة البشري/الإيدز، بعد بداية مستهلة في تشغيل مشروع عمل صغير بصفة مالكة له يحمل علامة أزياء خاصة بها.

## نشأتها ومهنتها
ولدت باتن في كانبيرا في منطقة العاصمة الأسترالية، هي ابنة كولن ريتشارد لويد باتن الملقب «ريك»، وهو ضابط بحري أسترالي، وزوجته تدعى آن، وهي مولودة اسكتلندية وموظفة عامة تعمل لصالح شركة الاتصالات التي تملكها الحكومة.
التقى ريك وآن باتن في اسكتلندا، تبعًا لما ذُكر سابقًا، وبعد نشأتها أمضت باتن أجزاء من طفولتها في المملكة المتحدة والولايات المتحدة، بالتنسيق مع منشورات والدها. تملك باتن أختين صغيرتين.
تلقت باتن تعليمها في المرحلة الابتدائية في الخارج. تفوقت وبرعت في الرياضة واهتمت بالسباحة خصوصًا. حال عودتها إلى أستراليا مع عائلتها في عام 1978، التحقت باتن بكلية هوكر في كانبيرا حيث درست الرياضيات، الفيزياء، الكيمياء، الفنون الصناعية، الرسم الفني، تصميم المناظر الطبيعية والدراسات البيئية. واصلت لتدرس فن عمارة المناظر الطبيعية (أو هندسة المناظر الطبيعية) والتصميم الصناعي في جامعة كانبيرا. تخرجت لاحقًا مع مؤهلات في تصميم الأزياء وبدأت عملها بعلامة أزياء خاصة بها، سياسة الجسم. افتُتح أول متجر في يارالوملا في أواخر الثمانينات، حيث باعت تصاميمها الخاصة بها وكذلك تصاميم زملائها في سيدني. خلال بداية التسعينات في أستراليا، تلقت مجموعة باتن الثمينة اهتمامًا واسعًا من العاملين في صناعة الجنس.

## مهنة الأعمال التجارية، من عام 1988 حتى عام 2014

### سياسة الجسد
بدأت باتن مهنتها مع شركتها« سياسة الجسد». مع العدد الكبير من زبائنها من العاملين بالجنس، أصبحت باتن مهتمة بحقوق العاملين بالجنس، إذ انضمت أخيرًا إلى «العاملون في توظيف الجنس»، وهي مجموعة استمالة (أو تأثير)، لإعلام أعداد من السكان ممن هم معرضون للخطر بشأن التهديد المنبثق من الإصابة بفيروس نقص المناعة البشري/الإيدز. وُظفت باتن لتكون متحدثة في مجال التوعية، وتزور بيت الدعارة مرة في الأسبوع لتعليم النساء حول الجنس الآمن.
من عام 1990 حتى عام 1992، كانت باتن عاملة بالجنس بنفسها. إذ بدأت مقابلتها الأولى في قصر تيفاني في كانبيرا، حيث أجرت اتصالًا جنسيًا مع عميل عندما لم يتواجد عامل آخر.

ذُكر في مقالة للمراجعة المالية الأسترالية بقلم سالي باتن في كانون الأول عام 2014 عن فيونا باتن أنها قالت: 
«أتذكر ذلك كله بكل وضوح وأفكر بعدئذ: كم من السهل كان ذلك؟ كان سهلًا للغاية. كان هناك ذلك الرجل اللطيف في أول الثلاثين من عمره، لقد حظينا بالاسترخاء في المنتجع وبعلاقة جنسية وهذا ما حدث».
أخيراً فقدت باتن الاهتمام بعملها الذي تعارض مع حياتها الاجتماعية والمهنية. بعد عملها بصفة مرافقة في كيرنز في كوينزلاند، تركت باتن عملها بالجنس عام 1992 وتابعت بالتربية الجنسية.

### جمعية إيروس
في عام 1992، أنشأت باتن وشريكتها روبي سوان جمعية إيروس، هيئة عليا لصناعة البالغين. وسّعت الشركة اهتماماتها إلى المنشورات والعلاقات العامة والعمل والتأييد السياسي. شاركت إيروس بصعوبة في التحرير والنشر لمجلة الهجاء والفكاهة السياسية المسماة «ماتيلدا»، ومجلة البالغين المسماة «النشوة»، وأطلقت إيروس مجلتها بعنوان «الجنس والسياسة».
ساهمت جمعية إيروس في دعم مشروع برية بريندابيلا، مبادرة للحفاظ على الحياة البرية في وادي وجبال بريندابيلا.
في عام 2001، أنشأت الشركة أول متحف وطني للأعمال الجنسية، مكرّس لتاريخ الأعمال الجنسية وحمايةً الفن والأدب والفيلم والتصوير الشهواني. كُشف النقاب عن المتحف من قبل رئيسة الوزراء كيت كارنيل. في عام 2001 بينما أوقف العمل في المتحف كمبنى يزوره الناس، ظلت المجموعة محفوظة واستمرت بالنمو، إذ تمت فهرسة أكثر من 400 قطعة فردية بحلول عام 2005، وتحول وجوده إلى عالم افتراضي على الإنترنت.
قلصت باتن من اهتماماتها في الشركة في عام 2000 لتعقب اهتمامات أخرى في مجال الدعوة. عادت في عام 2006، وغادرت مرة أخرى في عام 2014 عندما كانت منتخبة لمجلس البرلمان الفكتوري.

### المتحف الوطني للأعمال الجنسية
كان أول مؤسسة فريدة من نوعها. جمع المتحف الوطني للأعمال الجنسية أعمالًا من أمثال بريت وايتلي، تشارلز بلاكمان، سالفاتوري زوفريا، ليزبيا ثورب، ريتشارد لارتر، ماريو أزوباردي، وأكثر تاريخيًا ميهالي زيشي. أعربت باتن أن جمع وأرشفة الفن الشهواني، الإباحي والجنسي والأعمال الفنية في الواقع هي مختلفة عن مجموعة المواد غير الجنسية لأن السابق قد لوحظ كمصدر تقليص سريع في العالم.
احتوى المتحف على أعمال فنية شهوانية، من ضمنها لوحات، صور، عارضات، كتب مصورة، أفلام وأشرطة هزلية، من الولايات المتحدة، المملكة المتحدة، اليابان، هنغاريا، روسيا وأستراليا.
عرض المتحف أيضًا مجموعة من الألعاب الجنسية، متضمنة قضبانًا اصطناعية وأدوات هزازة وغيرها من الأجهزة الميكانيكية التي يرجع تاريخها إلى أواخر 1800.

## المهنة السياسية، منذ عام 1992 حتى الآن
كان أول مسعى للانتخابات لباتن عام 1992 للقانون الأول للانتخابات. اشتركت باتن في الانتخابات الثانية للتمثيل في الجمعية التشريعية لإقليم العاصمة الأسترالية متعددة الأعضاء على لائحة مشرحين تدعى مجموعة هير كلارك المستقلة، بالتعاون مع المجموعة الأكبر للسياسيين المستقلين الذين وقعوا تحالفًا مع حكومة الليبراليين (المتحررين) والمقيمين. تنافس المنتخبان باتن وكريج دوبي جنبًا إلى جنب، ومع هذا لم ينجح كلاهما بالانتخابات.

### حزب الجنس الأسترالي (من عام 2009 حتى عام 2017)
في عام 2009، أسست باتن حزب الجنس الأسترالي، الذي بدأ بالتركيز على قانون الإصلاح للصناعة الجنسية، لكن سرعان ما «توسع نطاقه ليشمل دعم تطوع القتل بداعي الشفقة، الزواج من نفس الجنس، التجريم بالقنّب (الحشيش) للاستخدام الشخصي، شفافية أكثر في الحكومة من خلال الحرية في معلومات القانون، وزيادة حق الأشخاص في الخصوصية».
خاضت باتن الانتخابات الفرعية عام 2012 لولاية ملبورن، حيث حصلت على المركز الثالث من أصل 16 مرشحًا، وكانت حصيلة الأصوات 6.6%، في غياب الحزب الليبرالي المرشّح. تقول إن الحزب فضل المثابرة بالعمل تجاه حزب الخضر بسبب «الحركة النسائية المضادة للجنس» داخل حزب الخضر. ولكن مستقبل أولوية الخيار قد يتغير مجددًا.
مجددًا، كانت باتن مرشحة لمقعد مجلس الشيوخ لدى الحزب الجنسي في فكتوريا عام 2013 في الانتخابات الفيدرالية.
ربحت باتن في انتخابات ولاية فكتوريا عام 2014 في منافسة منطقة العاصمة الشمالية في المجلس التشريعي الفكتوري لتصبح أول مرشح لحزب الجنس الأسترالي الذي يُنتخب للبرلمان.

## روابط خارجية
- فيونا باتن على موقع IMDb (الإنجليزية)